# Dejan Misic
Dejan Misic (* 10. August 1995) ist ein österreichischer Fußballspieler.

## Karriere
Misic begann seine beim SV Chemie Linz. 2009 wechselte er zum FC Blau-Weiß Linz. Im März 2011 spielte er erstmals für die Herrenmannschaft in der Regionalliga. Zu Saisonende stieg er mit Blau-Weiß Linz in den Profifußball auf. Sein Profidebüt gab er jedoch erst am 35. Spieltag der Saison 2011/12 im Spiel gegen den SCR Altach, als er in den Schlussminuten eingewechselt wurde. 2013 musste er mit Blau-Weiß wieder den Gang in die Regionalliga antreten. Im Sommer 2015 wechselte er zur SPG FC Pasching/LASK Juniors und durfte ab Sommer 2016 mit den Profis des LASK trainieren.
Zur Saison 2017/18 wechselte Misic zur ASKÖ Oedt.